# Thảm sát Biscari
Thảm sát Biscari bao gồm hai vụ diễn ra trong thế chiến II, trong đó lính Mỹ đã tham gia giết tù nhân không vũ trang Đức và Ý trong cuộc chiến tranh tại Biscari (nay là Acate, phía nam Sicilia, Ý) vào năm 1943.
Sau khi chiếm được sân bay Biscari ngày 14 tháng 7 năm 1943, trong cuộc xâm chiếm Sicilia của quân Đồng minh, trung đoàn 180 đã sát hại 74 người Ý và hai tù binh Đức. Các vụ giết người xảy ra trong các đợt riêng biệt giữa tháng 7 và tháng 8 năm 1943. Trong vụ thảm sát đầu tiên, 34 người Ý và hai binh sĩ Đức đã chết, còn vụ thứ hai thì sát hại 40 người Ý.